# Бадьявож
Бадьяво́ж (рос. Бадьявож) — річка в Республіці Комі, Росія, права притока річки Бадья, правої притоки річки Вуктил, правої притоки річки Печора. Протікає територією Вуктильського міського округу.
Річка протікає на південний захід, південний схід, захід та південний захід.